# Ex-repúblicas soviéticas

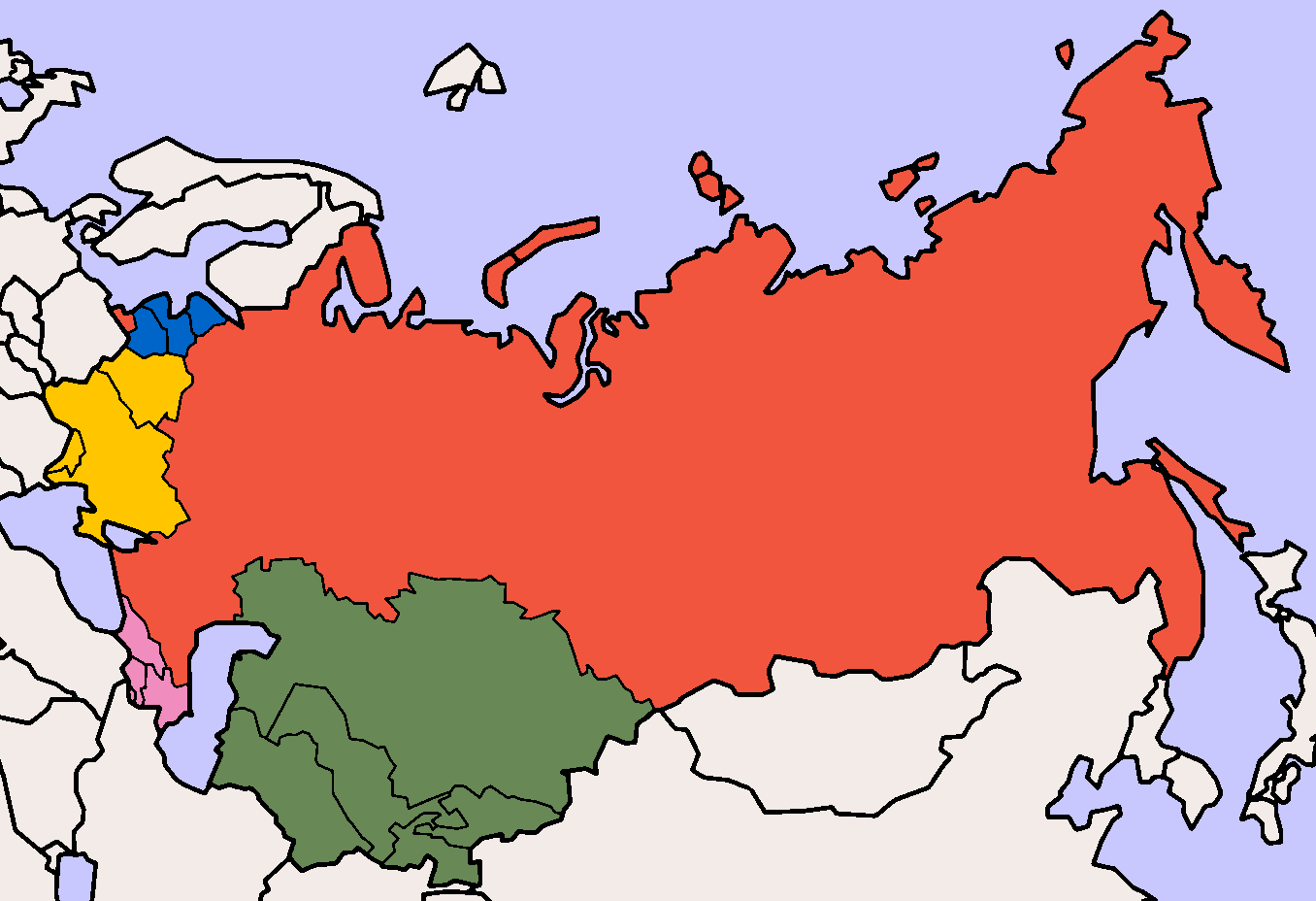
Grupos de Estados pós-soviéticos:
Eurásia
Ásia Central
Leste Europeu
Estados bálticos
Transcaucásia

Ex-repúblicas soviéticas, também conhecidas como Estados pós-soviéticos ou antiga União Soviética, são os 15 Estados independentes que emergiram da União das Repúblicas Socialistas Soviéticas após a sua dissolução, em dezembro de 1991. Em 16 de fevereiro, a Lituânia foi o primeiro país a restaurar a sua independência, em seguida, em agosto de 1991, a Letônia e a Estônia seguiram o mesmo caminho; as 12 repúblicas soviéticas restantes tornaram-se conhecidas como os Novos Estados Independentes (NEI), que posteriormente formou a Comunidade dos Estados Independentes (CEI) e a maioria se juntou a Organização do Tratado de Segurança Coletiva (OTSC). Os países bálticos, no entanto, evitaram esse caminho e, em vez disso, se juntaram a União Europeia e a Organização do Tratado do Atlântico Norte (OTAN).

## Estados e grupos geográficos
Os 15 Estados pós-soviéticos são normalmente divididos em cinco grupos. Cada uma destas regiões tem seu próprio conjunto de traços comuns, devido não só a fatores geográficos e culturais, mas também a história dessa região em relação à Rússia. Além disso, há uma série de Estados independentes de facto, mas não reconhecidos internacionalmente.
| Ex-repúblicas soviéticas | Ex-repúblicas soviéticas | Ex-repúblicas soviéticas | Ex-repúblicas soviéticas | Ex-repúblicas soviéticas       |
|                          | Bandeira                 | República                | Capital                  | Mapa da antiga União Soviética |
| ------------------------ | ------------------------ | ------------------------ | ------------------------ | ------------------------------ |
| 1                        |                          | Armênia                  | Erevã                    | Republics of the Soviet Union  |
| 2                        |                          | Azerbaijão               | Bacu                     | Republics of the Soviet Union  |
| 3                        |                          | Bielorrússia             | Minsque                  | Republics of the Soviet Union  |
| 4                        |                          | Estônia                  | Talim                    | Republics of the Soviet Union  |
| 5                        |                          | Geórgia                  | Tiblíssi                 | Republics of the Soviet Union  |
| 6                        |                          | Cazaquistão              | Astana                   | Republics of the Soviet Union  |
| 7                        |                          | Quirguistão              | Bisqueque                | Republics of the Soviet Union  |
| 8                        |                          | Letônia                  | Riga                     | Republics of the Soviet Union  |
| 9                        |                          | Lituânia                 | Vilnius                  | Republics of the Soviet Union  |
| 10                       |                          | Moldávia                 | Quixinau                 | Republics of the Soviet Union  |
| 11                       |                          | Rússia                   | Moscou                   | Republics of the Soviet Union  |
| 12                       |                          | Tajiquistão              | Duxambé                  | Republics of the Soviet Union  |
| 13                       |                          | Turcomenistão            | Asgabade                 | Republics of the Soviet Union  |
| 14                       |                          | Ucrânia                  | Kiev                     | Republics of the Soviet Union  |
| 15                       |                          | Uzbequistão              | Tasquente                | Republics of the Soviet Union  |